# Gymnelia bricenoi
Gymnelia bricenoi là một loài bướm đêm thuộc phân họ Arctiinae, họ Erebidae.